# Нефтегазовое машиностроение
Нефтегазовое машиностроение — отрасль машиностроения, производящая технологическое оборудование, а также специальные комплектные технологические линии и установки для нефтяной и газовой промышленностей (нефтегазовый комплекс), химической и нефтехимической промышленностей.

## Направления нефтегазового машиностроения
Деление нефтегазового машиностроения на отрасли достаточно условно. Но можно выделить следующие направления:
- производство тяжёлой техники, оборудования для бурения скважин и запчастей к ним;
- выпуск оборудования для проведения геологических и геофизических работ;
- производство оборудования для ремонта скважин;
- изготовление техники и оборудования для транспортировки сырья;
- создание станков для переработки сырья.

Экономически выгодно расположение предприятий нефтегазового машиностроения вблизи мест добычи и переработки сырья.

## Продукция и изделия нефтегазового машиностроительного комплекса
Заводы выпускают широкий ассортимент замков и комплектующих для бурильных труб, гидроцилиндров, газовых баллонов, разнообразные типы печей прямого нагрева, подогревателей нефти с промежуточным теплоносителем. Также предприятия производят факельные установки УФМС, узлы учёта нефти СИКНС, реакторы, коксовые камеры, центробежные нефтяные насосы, шаровые краны различных модификаций, глубинные штанговые насосы, штанголовки и труболовки, насосные установки, предназначенные для гидроразрыва пластов, плунжерные и насосные установки, а также обильные буровые насосные установки, кислотовозы, запорную арматуру, оборудование для капитального ремонта скважин, внутрискважинное, ёмкостное, запчасти и многое другое.

## История
Нефтегазовое машиностроение как отдельная отрасль возникла в конце 19 в. Получила широкое развитие в 60—70-х гг. XX в. во многих странах в связи с ускоренным развитием химической, нефте- и газодобывающей, нефтеперерабатывающей, нефтехимической и других отраслей промышленности.
Именно на нефти выросли за рубежом к началу XX века мощные силы, сопоставимые по своему могуществу с правительствами отдельных государств.
В нашей стране данная отрасль была освоена и поставлена в один ряд с прогрессирующими отраслями машиностроения в XX веке. С 1913 по 1929 гг. добыча нефти в России — СССР выросла в 1,48 раза, а в остальном мире — в 4,3 раза. Но С 1930 по 1940 гг. промышленность в области добычи угля развивалась в СССР в два с лишним раза быстрее, чем промышленность нефтегазовой области. Предпосылки такого отставания были заложены именно в 1920-е годы.
Нефтегазовые машиностроительные предприятия находились на Украине и в Азербайджане. Но на территории России все же был один крупный завод, работавший в этой отрасли машиностроения — «Уралмашзавод». 

После распада СССР под нефтегазовое машиностроение были перепрофилированы предприятия оборонного комплекса. Это положительно сказалось на качестве выпускаемой продукции, так как данные заводы были оснащены лучше других. Однако отсутствие связей с потребителями и опыта в производстве нефтегазового оборудования несколько тормозили/ят процесс развития этой отрасли машиностроения.
При этом, интересы международных нефтяных монополий находились (и находятся) в определенном противоречии с интересами развития российского нефтяного комплекса.

## В России
Положение российской нефтегазовой отрасли является поистине уникальным в мировом масштабе. По сравнению с подавляющим большинством мировых держав-нефтедобытчиков, в России есть значительные неразработанные традиционные материковые запасы нефти и газа, добывать ресурсы из которых на 25—50 % дешевле, чем из глубоководных скважин в Мексиканском заливе или на шельфе Западной Африки.
Относительно низкие издержки нефтедобычи в России, усложнение условий добычи во всём мире, а также растущий глобальный спрос на углеводороды, дают преимущество российской нефтегазовой отрасли. Такое преимущество сохранится ещё долгое время, и российское топливо будет востребовано при любых существующих прогнозах мирового спроса. На основе чего можно утверждать, что потенциал у этой отрасли машиностроения имеется и он очень нескоро иссякнет.
Сейчас в России существует около 200 заводов нефтегазового машиностроения.
География нефтегазового машиностроения на территории Российской Федерации — такими экономическими районами стали:
Северный (Оренбургская область),
Уральский (Башкортостан, Калужская область, Пермский край),
Поволжский (Волгоградская область),
Северо-Кавказский (Чечня, Ингушетия),
Западно-Сибирский (Тюменская область).
Основные предприятия:
- Уралмашзавод
- Ижорские заводы, Криогенмаш, Уралхиммаш (входят в холдинг «Объединенные машиностроительные заводы»)

Профильная выставка «НЕФТЬГАЗТЭК»